# Thoracotremata

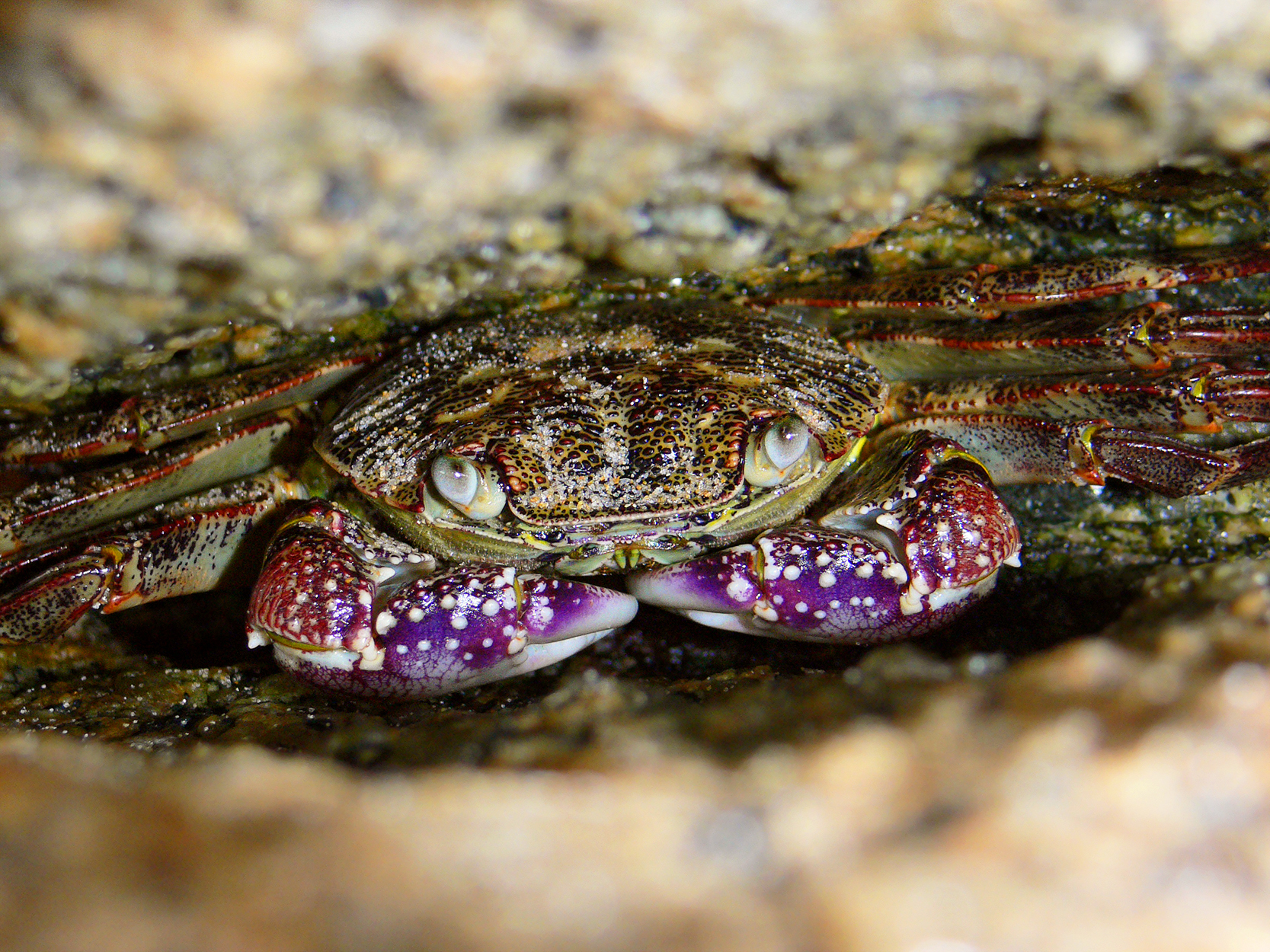
Leptograpsus variegatus z rodziny Graspidae.

Thoracotremata – klad skorupiaków z rzędu dziesięcionogów i infrarzędu krabów.
Samce z tej grupy mają gonopody pierwszej pary zawsze znacznie dłuższe niż pary drugiej, a otwór płciowy (gonopor) położony pośrodku ósmego sternum lub w pobliżu szwu między sternum siódmym i ósmym. U niektórych ich przedstawicieli przewód wytryskowy osiąga błonę w rejonie panewki stawowej biodra piątej pary pereiopodów (odnóży tułowiowych), ale nigdy nie jest związany z samym biodrem.
Thoracotremata wraz z Heterotremata tworzą w obrębie krabów sekcję Eubrachyura. Według stanu na 2015 roku do Thoracotremata należy 1265 opisanych gatunków z 229 rodzajów. Podział do rangi rodziny przedstawia się następująco:
- Cryptochiroidea Paul'son, 1875
  - Cryptochiridae Paul'son, 1875
- Grapsoidea MacLeay, 1838
  - Gecarcinidae MacLeay, 1838
  - Glyptograpsidae Schubart, Cuesta et Felder, 2002
  - Grapsidae MacLeay, 1838
  - Percnidae Števčić, 2005
  - Plagusiidae Dana, 1851
  - Sesarmidae Dana, 1851
  - Varunidae H. Milne Edwards, 1853
  - Xenograpsidae N.K. Ng, Davie, Schubart et Ng, 2007
- Ocypodoidea Rafinesque, 1815
  - Camptandriidae Stimpson, 1858
  - Dotillidae Stimpson, 1858
  - Heloeciidae H. Milne Edwards, 1852
  - Macrophthalmidae Dana, 1851
  - Mictyridae Dana, 1851
  - Ocypodidae Rafinesque, 1815
  - Xenophthalmidae Stimpson, 1858
- Pinnotheroidea De Haan, 1833
  - Aphanodactylidae Ahyong et Ng, 2009
  - Pinnotheridae De Haan, 1833